# Alice or Alice
«Аліса або Аліса: Брат-сестролюб та його сестри-близнята» або скорочено «Аліса або Аліса» (яп. ありすorありす ～シスコン兄さんと双子の妹～, Arisu or Arisu: Siscon Nii-san to Futago no Imōto, англ. Alice or Alice) — японська йонкома-манґа, створена Коріє Ріко. Уперше видана Media Factory у вересні 2013 року в сьонен-журналі Comic Cune, а у серпні 2015 в Monthly Comic Alive. Також 23 липня 2016 році було випущено CD-драму.
Аніме-серіалу видавництва «EMT Squared» транслювалося з 4 квітня по 20 червня 2018 року.

## Сюжет
Розповідь про звичайне життя двох близнят на ім'я Аліса, хоча насправді їх звуть Рісе та Айрі, та їхнього старшого брата, який має комплект сестрички. Хоч сестри мають протилежні характери, але вони є хорошими друзями та люблять свого брата.

## Персонажі
Рісе (яп. りせ)
Сейю: Сакура Аяне
Зеленоока мила дівчинка зростом 148 см зі червоним бантиком на світло-синьому волоссі. Полюбляє солодощі.
Айрі (яп. あいり)
Сейю: Хідака Ріна
Неслухняна дівчинка зростом 148 см зі синім бантиком на світло-пурпуровому волоссі. Полюбляє тепло та не любить вранці вставати. Айрі, на відміну від своєї сестри-близнюка Рісе, не вміє плавати. Переважно носить одяг в синіх тонах і чорні панчохи.
Старший брат (яп. 兄, Ani)
Сейю: Мацуока Йосіцугу
Старший брат Айрі та Рісе, що має комплект сестрички. Крім народження, 3 лютого, невідомо більше нічого. Його немає в CD-драмі.
Мако (яп. マコ, Mako)
Сейю: Такаморі Нацумі
Друг Рісе та Айрі. Висота 153 см, вага 43 кг. Полюбляє готувати та їсти. Має чорний котячий хвостик як і Коко.
Коко (яп. ココ, Koko)
Сейю: Сува Аяка
Молодша сестра Мако. Не вміє готувати.
Кісакі (яп. 姫咲)
Сейю: Токуї Сора
Подруга дитинства старшого брата. Зріст 144 см, брюнетка. Керує кав'ярнею «Kisa Kissa» (яп. きさきっ茶).
Руха (яп. るは)
Сейю: Отісі Саорі
Завжди голодна дівчинка, що полюбляє їсти гамбургери. Ходить в одну школі з Айрі та Рісе.
Алпака-сан (яп. あるぱかさん, Arupaka-san)
Сейю: Нітта Хійорі
Власник «Dark House».
Кабі Усагі (яп. カビうさぎ)
Сейю: Нітта Хійорі
Фея, що прийшла з лісу.
Ямірії (яп. ヤミリ一)
Сейю: Судзукі Айна
Фея, що знає про темний світ.

## Медіа

### Манґа
| №  | Дата виходу     | ISBN                   |
| -- | --------------- | ---------------------- |
| 01 | 23 січня 2015   | ISBN 978-4-04-067244-1 |
| 02 | 23 липня 2016   | ISBN 978-4-04-068288-4 |
| 03 | 23 березня 2018 | ISBN 978-4-04-069698-0 |

### Аніме
12-серійне аніме виробництва EMT Squared транслювалося з 4 квітня по 20 червня 2018 року на телеканалі Tokyo MX о 22:25. Опенінг — «A or A!?» у виконанні дуету «petit milady», ендінг — «LONELY ALICE», гурт «Pyxis»
| № серії | Назва серії | Оригінальна дата показу |
| ------- | --- | ----------------------- |
| 1       | «Брат-сестролюб та його сестри-близнята» (англ. A Sister-holic Brother and His Twin Sisters) Транслітерація: «Shisukon Nīsan to Futago no Shimai» (яп. シスコン兄さんと双子の姉妹)                        | 4 квітня 2018           |
| 2       | «Мако та Коко готують!» (англ. Maco and Coco's Cooking Challenge!) Транслітерація: «Mako to Koko ga Ryōri ni Chōsen!» (яп. マコとココが料理に挑戦！)                                                      | 11 квітня 2018          |
| 3       | «Кісакі та кав'ярня «Kisa Kissa»» (англ. Kisaki's Kisa Kissa) Транслітерація: «Kisaki no Kisa Kissa ♡» (яп. 姫咲のきさきっ茶♡)                                                                            | April 18, 2018          |
| 4       | «Голодна Руха» (англ. Ravenous Ruha) Транслітерація: «Harapeko no Ruha» (яп. ハラペコのるは) | 25 квітня 2018          |
| 5       | «Ми всі пішли на гарячі джерела!?» (англ. Everyone Goes to the Hot Springs!?) Транслітерація: «Minna de Onsen Ryokō!?» (яп. みんなで温泉旅行！？)                                                         | 2 травня 2018           |
| 6       | «Ми всі пішли на пляж!» (англ. Everyone Goes to the Beach!) Транслітерація: «Minna de Umi ni Kita yo!» (яп. みんなで海に来たよ！)                                                                         | 9 травня 2018           |
| 7       | «З'явився суперник!? Зустрічайте Яміру!» (англ. A Rival Appears!? Yamiry has Arrived!) Транслітерація: «Raibaru Shutsugen!? Yamirī Tōjō!» (яп. ライバル出現!? ヤミリー登場！)                             | 16 травня 2018          |
| 8       | «Три темні різдвяні історії!» (англ. Three Dark Christmas Contests!) Транслітерація: «Yami no Kurisumasu Sanbon Shōbu!» (яп. 闇のクリスマス三本勝負！)                                                    | 23 травня 2018          |
| 9       | «Щиросердний Новий рік?! Солодка паніка!» (англ. A Heart-pounding New Year's?! It's a Sweet Sake Panic!) Транслітерація: «Dokidoki oshōgatsu! ? Amazake panikku!» (яп. ドキドキお正月！？ 甘酒パニック！) | 30 травня 2018          |
| 10      | «Шоколадне змагання на день Валентина!» (англ. A Valentine's Chocolate Showdown!) Транслітерація: «Barentain Chokorēto Taiketsu!» (яп. バレンタインチョコレート対決！)                                    | 6 червня 2018           |
| 11      | «З Днем Народження Айрі та Рісе» (англ. Rise and Airi's Happy Birthday) Транслітерація: «Rise to Airi no Happībāsudei» (яп. りせとあいりのハッピーバースデイ)                                             | 13 червня 2018          |
| 12      | «Офіційно ми kisakiss6» (англ. It's Official! We're kisakiss6!) Транслітерація: «Kessei kisakisu sikusu» (яп. 結成 kisakiss6)                                                                             | 20 червня 2018          |
| —       | «Компіляція» (яп. 総集編) | 27 червня 2018          |